# マチコ先生 (ライバー)
マチコ先生は、日本のライバー、TikTokライブクリエイター。ライバー事務所クラスワン代表でもある。静岡県在住。年齢非公開。
OL、客室乗務員、作家等の経験を経て、2019年より17Liveにてライブ配信をスタートし、トップライバーとなる。
現在はTikTok LIVEを中心に配信活動を行っている。フォロワー数はSNS全体で約50万人。趣味は車、お酒、アンチエイジング。

## 概要
学生時代「ミス神奈川」「ミス鎌倉」などミスコンのタイトルを獲得。
大学卒業後就職しその後、客室乗務員（CA）になるが、乱気流で飛行機の天井に腰を強く打ち、左足が動かなくなり、入院。その半年後、ドイツのソフトウェア会社のSAPジャパンに転職、新卒採用などの人事系の仕事につく。
台湾国籍のアメリカ人男性と結婚するも4年間の結婚で未亡人となる。
小説家となり小学館から書籍を出版。新聞コラムの執筆やテレビ出演、講演活動などを約10年続ける
2019年17LIVEでライバーデビューし、トップライバーに。
2025年よりTikTokへ進出。タイムチケットのアンバサダーに就任。
関西コレクション出場。
ライバー事務所であるクラスワン（2次代理店）設立。

### 配信スタイル
ライブ配信時には、必ず仮面を着用している。顔出し配信でもアバター配信でもない「仮面配信」というジャンルを確立させた。
配信内容は、雑談配信とバトルがメイン。配信時間は長時間にわたり、深夜の「ささやき配信」も人気。ライバー間コラボを積極的に行うスタイルを取っている。
取材記事によると、人気YouTuberでライバーでもあるコレコレのような集客力をめざし、最終的にはライブコマースへの進出を標榜している。

### 人物
SM女王様風コスプレのセクシーなビジュアルとは真逆の明るくフレンドリーでサバサバした面倒見がいい先生キャラ。そのためファン層も男女共に若いリスナーやライバーが多い。ハスキーボイスから放たれるマシンガントークは豊富な人生経験のたまものレベルでむしろ爽やかである。

### 受賞歴
2025年5月関西コレクション総合４位